# فهد يونس
فهد يونس (مواليد 30 يوليو 1994) هو لاعب كرة قدم قطري. يلعب حالياً لدى نادي الريان. 
لعب سابقاً في أندية الأهلي و الجيش و المرخية .

## روابط خارجية
- فهد يونس على موقع Soccerway.com (الإنجليزية)